# Peter Rohde (General)
Peter Rohde (* 23. Februar 1934 in Berlin; † 28. Dezember 2022 in Diez) war ein Generalmajor des Heeres der Bundeswehr.

## Leben
Nach dem Abitur 1956 trat Rohde in den Bundesgrenzschutz ein und wurde kurz darauf in die neu gegründete Bundeswehr (Artillerietruppe) übernommen. Nach der Ausbildung zum Offizier an der Artillerieschule in Idar-Oberstein sowie der Heeresoffizierschule II in Husum diente er als Batterie-, Beobachtungs- und Feuerleitoffizier sowie S1-Offizier und abschließend Batteriechef im Feldartilleriebataillon 61. Rohde nahm von 1965 bis 1967 am 8. Generalstabslehrgang Heer an der Führungsakademie der Bundeswehr in Hamburg teil, wo er zum Offizier im Generalstabsdienst ausgebildet wurde. 
Stabsverwendungen als G4 in der Panzergrenadierbrigade 4 sowie als G3 im Hauptquartier von LANDJUT folgten vom 1. Oktober 1971 bis zum 30. September 1973 die Verwendung als Kommandeur des zum Artillerieregiment 3 gehörenden Feldartilleriebataillons 31 (FArtBtl 31) in Lüneburg. In weiteren Verwendungen war er u. a. als Oberst von August 1976 für zwei Jahre Chef des Stabes der 5. Panzerdivision, von Oktober 1979 bis März 1983, nun als Brigadegeneral, Kommandeur der PzGrenBrig 5 und anschließend bis zum 30. November 1986 Kommandeur der Artillerieschule in Idar-Oberstein.
Am 1. Dezember 1986 übernahm Rohde das Kommando über die 5. Panzerdivision in Diez/Lahnstein, die er bis zum 30. September 1991 kommandierte. In dieser Funktion übte er 1988 Kritik am Wehrbeauftragten Willi Weiskirch. Dieser habe mit seiner „undifferenzierten und zum Teil diskriminierenden Art der Vorstellung des Jahresberichts in der Öffentlichkeit“ zahllosen Vorgesetzten „bitteres Unrecht“ zugefügt und den Streitkräften „einen schlechten Dienst“ erwiesen. Verteidigungsminister Rupert Scholz urteilte, Rohde habe die Form verletzt, da er sich nicht an den Dienstweg gehalten habe.